# Alexander Alyabyev
Alexander Aleksandrovich Alyabyev (em russo:  Александр Александрович Алябьев) (Tobolsk, 15 de Agosto de 1787 — Moscou, 6 de Março de 1851) foi um compositor russo. 
Compôs sete óperas, vinte comédia musicais, mais de duzentos romances e muitas outras peças. Seu trabalho mais famoso é O Rouxinol, um romance baseado em um poema de Alexander Delvig.

## Biografia
Nascido em família rica, estudou  música cedo. Alistou-se no exército russo em 1812, durante a guerra de Napoleão, e lutou como oficial até 1823. Ganhou duas medalhas.
Preso em 1825, após a morte misteriosa de um homem com quem passou a noite jogando, foi exilado na Sibéria em 1828. Compôs O Rouxinol na prisão, em 1825. Esta peça tornou-se muito popular: Liszt e Glinka compuseram variações para piano sobre seu tema. Solto em 1843, viveu principalmente em Moscou até sua morte.

## Música
- Manhã e Tarde (uma vaudeville);
- Noite de Luar, A Casa do Espírito (óperas);
- Celebração das musas (que inaugurou o Teatro Bolshoi (1825);
- Tambor Mágico, ou A Consequência da Faluta Mágica (ballet);